# Roberto Muñoz
Roberto Muñoz (* 14. Oktober 1955) ist ein ehemaliger chilenischer Radrennfahrer.

## Sportliche Laufbahn
Muñoz war Bahnradsportler und Straßenradsportler. Er war Teilnehmer der Olympischen Sommerspiele 1984 in Los Angeles. Im Punktefahren schied er aus. Das olympische Straßenrennen beendete er nicht.
Bei den Panamerikanischen Spielen 1979 gewann er die Goldmedaille in der Mannschaftsverfolgung, 1980 wurde er Dritter in diesem Wettbewerb. 1982 wurde er Zweiter im Straßenrennen der Panamerikanischen Spiele hinter Jair Braga aus Brasilien. 1983 konnte er die Vuelta Ciclista de Chile vor Miguel Droguett gewinnen. In diesem Etappenrennen holte 1978, 1979, 1980, 1981 (vierfach) und 1982 Etappensiege. 1981 wurde er Dritter der Rundfahrt.